# Emorya rinconensis
Emorya rinconensis är en flenörtsväxtart som beskrevs av M.H. Mayfield. Emorya rinconensis ingår i släktet Emorya och familjen flenörtsväxter. Inga underarter finns listade i Catalogue of Life.